# Raúl Luzzi
Raúl Luzzi es un guitarrista, compositor, director musical, arreglador, cantante y productor argentino.

## Actividad profesional
Egresado del Conservatorio Municipal de Música de Buenos Aires. Debutó en la profesión a los quince años en un programa de Radio Argentina como reemplazo de su padre, el guitarrista Antonio Luzzi (Villa Amelia, 29 de junio de 1925 − Buenos Aires, 1 de marzo de 1999). Grabó e integró grupos musicales acompañando en guitarra a distintos cantantes de música popular.
Actúa como músico solista con la cantante Ginamaría Hidalgo , con quien realizó giras por Latinoamérica, EE. UU. y Europa. Junto a ella permanece trabajando largos años y graba siete discos larga duración, dos de ellos editados en EE. UU. por la Compañía RCA International, donde además se destaca como arreglador y director.
Grabó también las bandas musicales de diversas películas nacionales tales como: El año del conejo, Crecer de golpe, Flop,entre otras.
Integró las orquestas de los canales 7, 9, 11 y 13, acompañando artistas nacionales y extranjeros en infinidad de programas (Medianoche Show, Semana 9, El Show de la Vida, Feliz Domingo, Sábados de la bondad, Finalísima, Botica de Tango, Badía & Compañía, La Noche del Domingo, Grandes Valores del Tango).
También formó parte de las orquestas de Oscar Cardozo Ocampo, Osvaldo Piro, José Colángelo, Octeto Piazzolla, Domingo Moles, Carlos Figari, Quinteto de Walter Ríos, Atilio Bruni, Buddy Mac Cluskey, Osvaldo Berlingieri, Mario Marzán.
Hizo el arreglo y dirección musical del tema ganador del Séptimo Festival OTI de la Canción transmitido por Canal 11 de Buenos Aires y cuyo intérprete fue Héctor de Rosas. Con dicho intérprete graba posteriormente un disco para el sello Trova.
En octubre de 1987 filmó y tocó la guitarra en la banda de sonido de la película Sur, dirigida por Pino Solanas y que cuenta como protagonista a Roberto Goyeneche.
En 1990, Luzzi comenzó a trabajar con la cantante argentina Lolita Torres, junto a los músicos Carlos Marzán, Jorge Padín y el violinista Antonio Agri. En 1992 la acompaña en el espectáculo Cincuenta Años con el Arte, que se realiza en el Luna Park de Buenos Aires, y se transmite en vivo por ATC.
En dicho concierto participaron como figuras invitadas Charly García, Mercedes Sosa, Víctor Heredia y León Gieco, entre otros.
Al poco tiempo de la muerte de Astor Piazzolla, Luzzi fue convocado por su hijo Daniel para integrar el Octeto Piazzolla. Con dicho grupo, Luzzi graba el CD Piazzolla × Piazzolla junto a notables músicos.

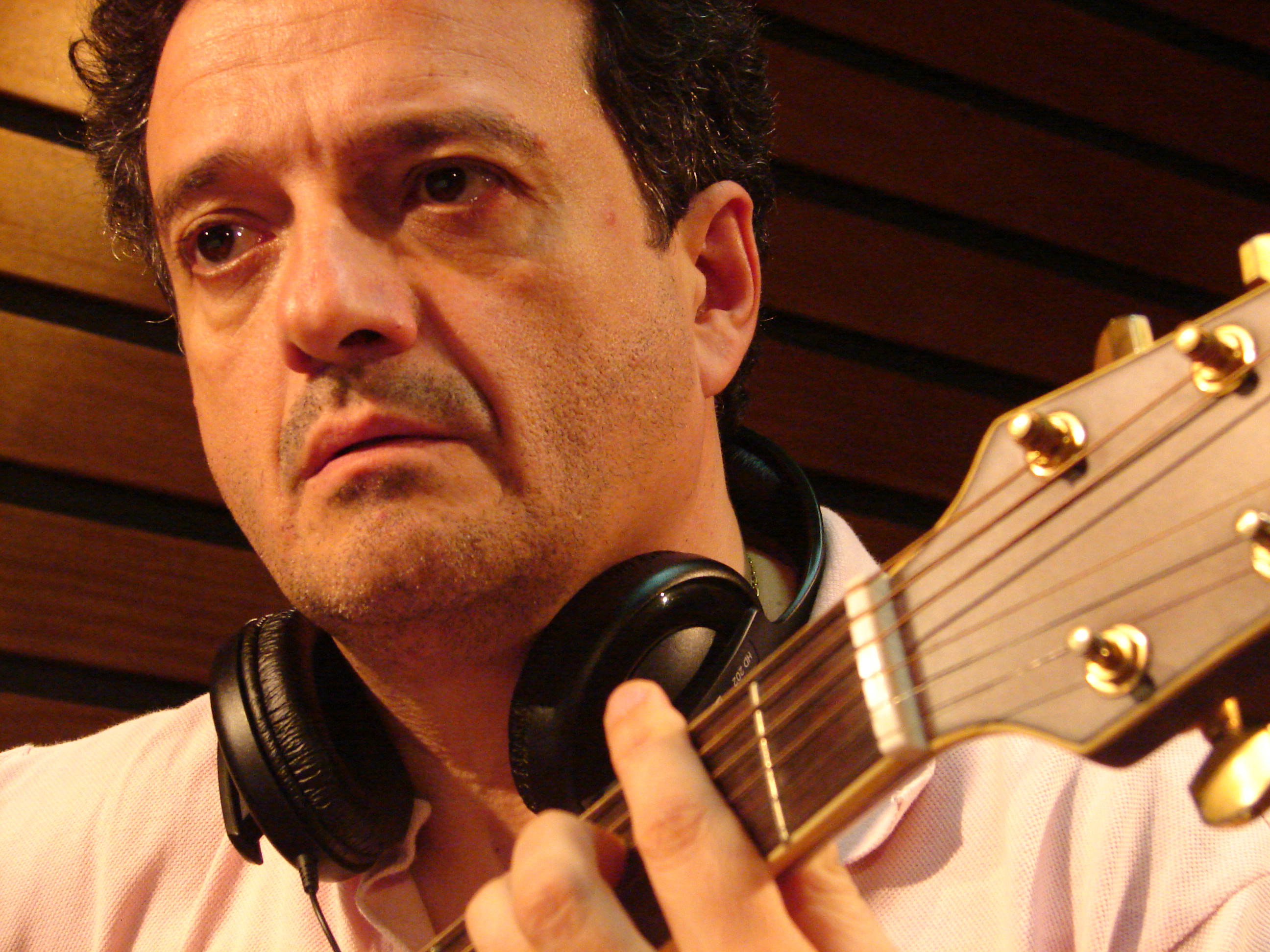
Raúl Luzzi en 2006.

En junio de 1996, Luzzi actuó en el teatro Ópera en el espectáculo Astortango ―tributo a Astor Piazzolla― junto a Chick Corea, Gary Burton y Danilo Pérez. Este evento fue transmitido en directo por América TV y repetido por todo el mundo en diversas cadenas televisivas. También se grabó un CD en vivo de dicho espectáculo.
En 1997 formó parte como solista de la orquesta de Walter Ríos con el cual viaja a Japón para realizar el espectáculo Nissan Tango Buenos Aires, grabando también un CD de dicho espectáculo. Mientras tanto continúa grabando en Buenos Aires para distintos intérpretes nacionales y extranjeros.
Para comienzos del año 2000, Luzzi reagrupa el octeto Piazzolla y con el liderazgo de Daniel Pipi Piazzolla (nieto de Astor) viajan a Japón con esta nueva banda llamada Piazzolla Jr. Band, tocando los arreglos originales del octeto. Recorren varias ciudades tales como Osaka, Sapporo y Tokio, entre otras.
En 2002 graba el último disco con Rubén Juárez, llamado Álbum blanco.
Actuó también con el sexteto de Cristian Zárate en Argentina y en el exterior.
En diciembre de 2007 salió a la venta su primer CD instrumental llamado Tiempo virtual.
En 2008 lanza su segundo compacto, Un sueño de horizonte, con poemas de Mario Dobry. Entre los músicos participantes en estos discos se encuentran: Horacio Cabarcos, Osvaldo Berlingieri, Arturo Schneider, Daniel Naka, Nicolas Guesrchberg, Oscar Dauria

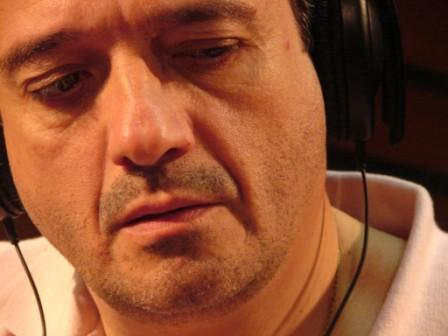
Raúl Luzzi en 2006.

En marzo de 2008, Luzzi actuó con la cantante Sandra Luna en el espectáculo llamado El Pulso de los Dos. Se presentaron inicialmente en el local Clásica y Moderna (en el barrio de Recoleta) con gran éxito y excelente crítica para luego pasearlo por diferentes escenarios de Buenos Aires y el interior del país.
En el mes de mayo de 2013 se edita su nuevo trabajo discográfico "Órbitas Urbanas" distribuido por Epsa Music para Rubarecords Argentina . El compacto consta de trece obras de su autoría, se destaca entre el material la "Suite Ciudades" con los temas:
"Preludio Urbano No 1" , "Rubason" , "Parabens" , "Los Ángeles" y "Kaabandaluz" .
A partir del mes de julio de 2013 Raúl Luzzi presentó su ciclo de entrevistas llamado  ConClave Musical  por  Radio Belgrano  AM 650 de la ciudad de Buenos Aires. Pasan por su programa destacadas figuras del arte relacionadas con la música.
En el mes de julio de 2015 presentó su nueva producción discográfica llamada "Invocación" Raúl Luzzi Ensamble Orquestal , obra integral con letra de Mario Dobry y música propia dedicada a América.
Editada por Epsa Music y Rubarecords Argentina. 
En 2018 realizó un nuevo trabajo discográfico a dúo junto a la violonchelista serbia  Karmen Rencar  llamado 
 "Cuerdas Vivas"  editado por CD Baby y Rubarecords Argentina.Presentaciones por Argentina América Latina y Europa.
Entre diciembre de 2020 y enero de 2021 se edita  Como dos Duendes  por RGS Music , trabajo discográfico de Raúl Luzzi con la participación de Oscar Pometti.
En enero de 2021,se reedita su trabajo  "Astor Perpetuo"  con obras conocidas y poco difundidas del maestro Astor Piazzolla por RGS music para
The Orchard Enterprises distribución digital 
Entre febrero y marzo  "Atemporal"  con contenido de música Latina original por RGS music para The Orchard Enterprises distribución digital.
Para el mes de octubre de 2021 junto a José Ogivieki en dúo de guitarra y piano , obras de Piazzolla, Troilo , Cadícamo y propias llamado
"Sincronía Porteña".
En noviembre del mismo año se reedita un single, junto al desaparecido cantor Héctor de Rosas  "Ensamble orquestal" , todos ellos
por RGS music para The Orchard Enterprises distribución digital.
En el mes de mayo de 2023 se edita su trabajo  "Atlante" Suite dinámica   para RGS music producido por PrinceR GlobalMusic.  Vertiginoso, Persistente, Sinuoso, El Tramo final ,
obras de su autoría dentro del género del Jazz Latino.
Entre diciembre de 2024 y enero de 2025 edita el EP  "Ellas Son"   para RGS music .Contiene obras propias  , con las cantantes invitadas : Carolina Fassa , Lilian Zárate , Ayelén Fiore y Carine Orlando ( Pop Latino )

## Artistas con los que participó
- Facundo Cabral
- Hugo del Carril
- Roberto Carlos
- Alberto Castillo
- Alberto Cortez
- María Creuza
- Nicola Di Bari
- Rocío Dúrcal
- Dyango
- Guillermo Fernández
- Olga Guillot
- Roberto Goyeneche
- Julio Iglesias
- Jairo
- Rubén Juárez
- Libertad Lamarque
- Raúl Lavié
- Valeria Lynch
- Armando Manzanero
- Luis Miguel
- Nati Mistral
- Chico Novarro
- Fito Páez
- Raphael
- Daniel Riolobos
- Violeta Rivas
- Floreal Ruiz
- José Luis Rodríguez "El Puma" y
- María Martha Serra Lima, entre otros.

## Discografía propia
- 2006  Tiempo de tango, Zaf Records. Pattaya Music
- 2007: Tiempo virtual, Discográfica Epsa Music/ Pretal
- 2008: Un sueño de horizonte, Epsa Music Ruba Records..
- 2013: Órbitas Urbanas, Epsa Music Ruba Records
- 2015: Invocación , Epsa Music Ruba Records
- 2018:  Cuerdas Vivas , Raúl Luzzi , Karmen Rencar Ruba Records
- 2020:  Como dos Duendes , RGS music
- 2020:  Adiós Lumial, Single , RGS music
- 2021:  Astor Perpetuo  , RGS music , reedición
- 2021:  Atemporal , RGS music
- 2021:  Sincronía Porteña , Raúl Luzzi José Ogivieki RGS music
- 2021:  Ensamble Orquestal , Raúl Luzzi Héctor de Rosas RGS music , reedición
- 2023:  Atlante Suite Dinámica , RGS music
- 2024/2025: Ellas Son, Raúl Luzzi Group , RGS music